# Мілка Чейва
Мілка Чемос Чейва (англ. Milcah Chemos Cheywa; нар. 24 лютого 1986) — кенійська легкоатлетка, яка спеціалізувалася на бігу з перешкодами.

## Спортивні досягнення
Бронзова олімпійська призерка з бігу на 3000 метрів з перешкодами (2012).
Чемпіонка світу з бігу на 3000 метрів з перешкодами (2013). Срібна призерка чемпіонатів світу з бігу на 3000 метрів з перешкодами (2009, 2011).
Чотириразова чемпіонка Діамантової ліги з бігу на 3000 метрів з перешкодами (2010, 2011, 2012, 2013).
Фінішувала 2-ю на Континентальному кубку з бігу на 3000 метрів з перешкодами (2010).
Чемпіонка Африки з бігу на 3000 метрів з перешкодами (2010).
Чемпіонка (2010) та срібна призерка (2014) Ігор Співдружності з бігу на 3000 метрів з перешкодами.
Чемпіонка Кенії з бігу на 3000 метрів з перешкодами (2010, 2011).